# HD 112048
HD 112048，又名BD-03 3373，SAO 139027、HR 4896，是一颗恒星，视星等为6.44，位于銀經303.98，銀緯58.64，其B1900.0坐标为赤經12h 48m 28.6s，赤緯-3° 58.64′ 47″。